# Swartzia discocarpa
Swartzia discocarpa är en ärtväxtart som beskrevs av Adolpho Ducke. Swartzia discocarpa ingår i släktet Swartzia och familjen ärtväxter. Inga underarter finns listade i Catalogue of Life.